# Caulônia
Caulônia (português brasileiro) ou Caulónia (português europeu) (em italiano: Caulonia) é uma comuna italiana da região da Calábria, província de Régio da Calábria, com 7 752 habitantes. Estende-se por uma área de 100 km², tendo uma densidade populacional de 78 hab/km². Faz fronteira com Nardodipace (VV), Pazzano, Placanica, Roccella Ionica, Stignano.

## Demografia
| Variação demográfica do município entre 1861 e 2011                               |
|                                                                                   |
| Fonte: Istituto Nazionale di Statistica (ISTAT) - Elaboração gráfica da Wikipedia |

## História
A cidade foi fundada por colonos aqueus, e seu fundador foi Tifão de Aigio. Foi destruída durante a guerra entre Pirro e os romanos, sendo tomada pelos habitantes da Campânia, aliados dos romanos. Em 209 a.C., Aníbal derrotou 8 000 mercenários aliados dos romanos que cercavam a cidade durante a Segunda Guerra Púnica.